# Gove-Bauxitmine
Die Gove-Bauxitmine befindet sich auf der Gove-Halbinsel im Nordwesten des Arnhem Lands an der Ostküste des Golf von Carpentaria im Northern Territory, Australien. Dieses Bergwerk zählte 2010 zu den fünf größten Bauxitbergwerken Australiens. Auf dem Gelände der Mine befindet sich auch eine Bauxitraffinerie.

## Bergbau
Die Lagerstättenerkundung auf der Gove-Halbinsel begann 1952 und 1955 wurden Bauxitvorkommen entdeckt. Im Februar 1963 erlaubte der Premierminister der australischen liberalkonservativen Partei Robert Menzies den Abbau des großen Bauxitvorkommens. Daraufhin kam zu Protesten der dort lebenden Aborigines der Yolngu, die nicht über die Ausbeutung ihres Landes befragt worden waren. Diese reichten die Yolngu Bark Petition, eine auf Baumrinde gemalte Petition, im australischen Parlament ein. Sie unterlagen vor Gericht. Die damalige Bergbaugesellschaft sicherte allerdings den Aborigines Kompensationszahlungen und den Schutz von spirituellen Stätten im sogenannten Gove Agreement zu. Der Bergbau nahm im Juli 1972 seinen Betrieb durch die Swiss Aluminium Company auf. Seit 2007 befindet er sich im Eigentum der Rio Tinto Alcan mit einer Bergbaulizenz über ein Gebiet von 22625,7 ha. Die jährliche Kapazität der Mine beträgt 8,5 Millionen Tonnen Erz und die der Raffinerie 3,8 Millionen Tonnen Aluminiumoxid.
Auf dem Bergwerksgelände befindet sich eine Raffinerie, ein Speichergebäude, Hafen und Kraftwerk zur Energieerzeugung. 2009 beschäftigte das Bergwerk 851 Personen, darunter 10 % Aborigines.
Im Mai 2011 wurde eine Vereinbarung zwischen der Rirratjingu, Gumatj and Galpu Traditional Owners, Northern Land Council und Rio Tinto Alcan über weitere 42 Jahre Minenbetrieb bis 2053 geschlossen werden.
2012 gab es Überlegungen zur Rückführung des Bauxitabbaus. 2013 gab Rio Tinto bekannt, dass der Bergbau weiterhin betrieben werde.

## Gove-Aluminiumraffinerie
Die Gove-Aluminiumraffinerie produzierte 2010 2,5 Millionen Tonnen Bauxiterz. Zur Erweiterung der Kapazität der Raffinerie auf 3,0 Millionen Tonnen wurden 2004 2,3 Millionen US-Dollar investiert, die auch eine Energieminimierung von 30 % nach sich zog.

## Infrastruktur
Zur Aufnahme der Bergbau-Betriebs wurde der Ort Nhulunbuy gegründet und Unterkünfte für die Bergleute geschaffen. Das Gebiet der Gove Penisula und auch das Arnheim Land sind infrastrukturell wenig erschlossen. Nhulunbuy ist lediglich über eine 700 Kilometer lange, unbefestigte Straße erreichbar. Vor einem Befahren der Central Arnhem Road, die nach Nhulunbuy führt, ist für die letzten 460 Kilometer eine Erlaubnis einzuholen. Deshalb werden die Beschäftigten über den Gove Airport eingeflogen. Daneben besteht auch eine Schiffsverbindung.